# Onthophagus violetae
Onthophagus violetae é uma espécie de inseto do género Onthophagus, família Scarabaeidae, ordem Coleoptera.
Foi descrita cientificamente por Zunino & Halffter em 1997.